# Krzysztof Winiewicz
Krzysztof Winiewicz (ur. 21 stycznia 1933 w Hajnówce, zm. 27 sierpnia 1986 w Warszawie) – polski operator filmowy i scenarzysta, wykładowca akademicki (Wydział Operatorski PWSF w Łodzi oraz Wydział Radia i Telewizji Uniwersytetu Śląskiego w Katowicach), wiceprezes SFP (w latach 1973-1983). Absolwent Wydziału Operatorskiego PWSF w Łodzi (1982).

## Życie prywatne
Żoną Krzysztofa Winiewicza była Marta Lipińska. Po 10 latach małżeństwo zakończyło się rozwodem.

## Filmografia

### Operator filmowy (operator zdjęć)
- 1953: Malkontent (etiuda szkolna)
- 1955: Sen mrówki (etiuda szkolna)
- 1956: Koniec nocy
- 1960: Zezowate szczęście
- 1960: Szklana góra
- 1960: Niewinni czarodzieje
- 1963: Pasażerka
- 1964: Pięciu
- 1965:Piwo (film fabularny – telewizyjny)
- 1965: Wizyta u królów (film fabularny – telewizyjny)
- 1965: Sobótki
- 1965:Gubernator (film fabularny – telewizyjny)
- 1966: Ściana Czarownic
- 1966–1968: Klub profesora Tutki (serial telewizyjny, premiera w 1967.)
- 1967: Skok
- 1969: Kształt pamięci (film dokumentalny)
- 1969: Jarzębina czerwona
- 1970: Romantyczni
- 1970: Książę sezonu
- 1971: 150 na godzinę
- 1972: Szklana kula
- 1972: Motyle
- 1973: Nie będę cię kochać
- 1973: Gościnny występ (film fabularny – telewizyjny)
- 1974:Wielkanoc (film fabularny – telewizyjny)
- 1974: Linia
- 1975: Znikąd donikąd
- 1977: Okrągły tydzień
- 1978: Wodne dzieci
- 1979: Postkarten
- 1980: Misja
- 1982: Oko proroka
- 1984: Przeklęte oko proroka
- 1985: Oko proroka czyli Hanusz Bystry i jego przygody (serial telewizyjny)
- 1985: Jesienią o szczęściu
- 1985: Tu jestem! (film animowany)

### Operator kamery
- 1958: Krzyż Walecznych
- 1958: Popiół i diament

### Współpraca operatorska
- 1957: Eroica

### Asystent operatora obrazu
- 1955: Trzy starty

### Scenarzysta
- 1980: Misja (odcinki: 1-2, 6)
- 1982: Oko proroka
- 1985: Oko proroka czyli Hanusz Bystry i jego przygody (odcinki: 1-2)

## Nagrody
- 1969: Nagroda Ministra Obrony Narodowej I stopnia za zdjęcia do filmu Jarzębina czerwona